# Csanády Sándor
Kereki Csanády Sándor (Nagykereki, 1814 december – Nagykereki, 1892. július 17.) 1848–49-es megyebiztos, főszolgabiró, országgyűlési képviselő.

## Családja
A kereki Csanády-család eredetileg hajdúszoboszlóról származik, őse Csanády Sámuel császári és királyi őrnagy 1711-ben a Hajdú kerület főkapitánya. Nővére Csanády Lujza, Beöthy Ödön felesége volt. Felesége Marossy Ida, gyermekei nem születtek.

## Élete

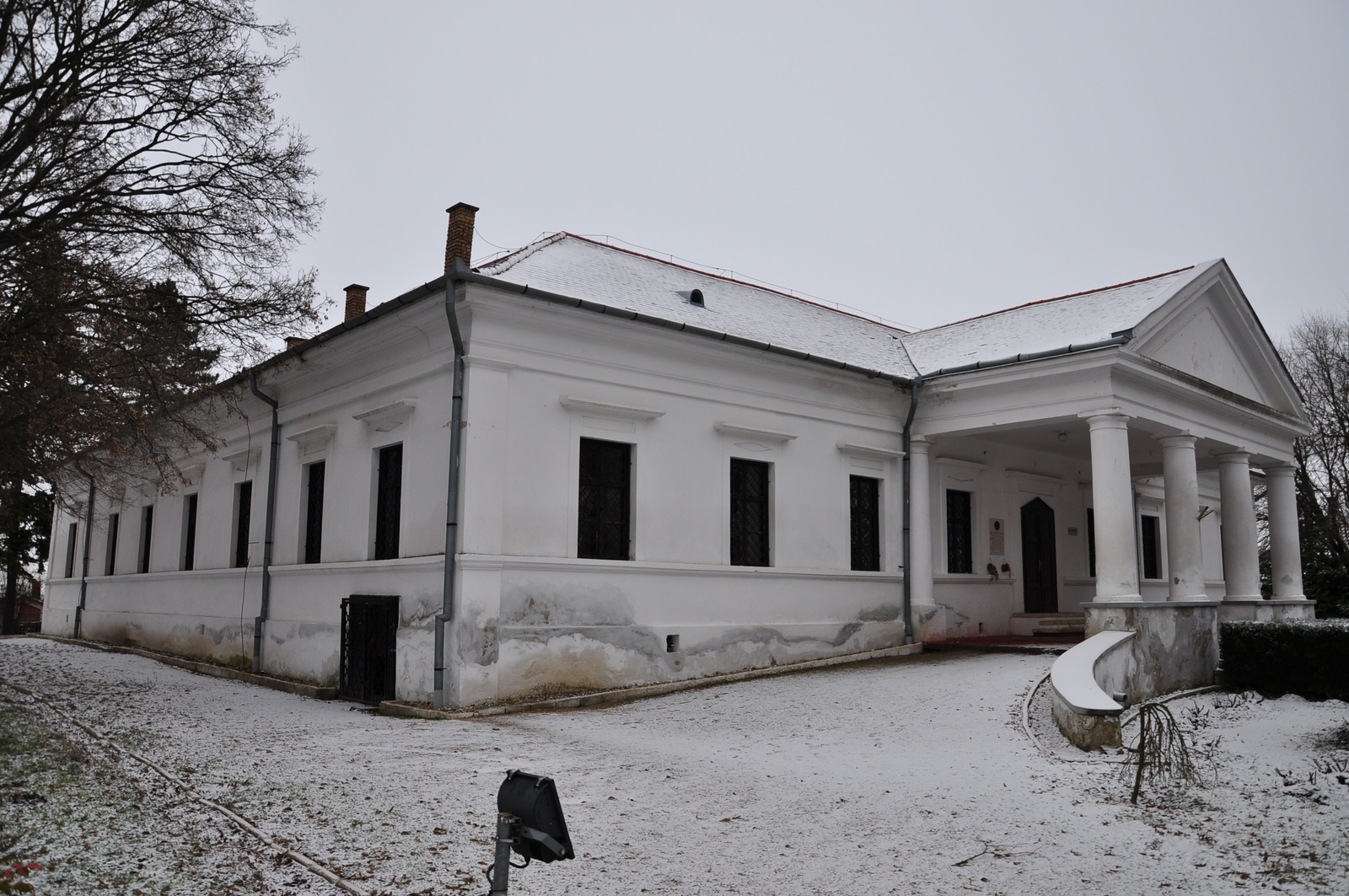
A Bocskai-kastély napjainkban

Csanády Sándor apja Csanády László császári és királyi kapitány, anyja nemes Balogh Zsófia. 1814. decemberében született Nagykerekiben a Bocskai-kastélyban. 1814. december 24-én keresztelték meg a Nagykereki Református templomban. Középfokú tanulmányait a Debreceni Református Kollégiumban végezte, később Nagyváradon a vármegyei jegyzői hivatalban dolgozott. Az 1830-as években Vármegyei első alszolgabíró, az 1840-es évek első felében pedig mint Bihar Vármegye, Nagyváradi járásának főszolgabírója működött. Az 1848-49-es forradalom és szabadságharc alatt a bihari nemzetőrök századosa, vármegyei főszolgabíróként részt vett az erdélyi hadjáratokban is. Az abszolutizmus idején visszavonultan élt Nagykerekiben, csak mint a bihari református egyházmegye segédgondnoka küzdött az egyházmegyében és a debreceni egyházkerületi gyűléseken a protestantizmus önkormányzati jogaiért.

## Politikai karrierje
A Thun-féle pátens ellen mint a bihari egyházmegye segédgondnoka együtt közdött későbbi politikai ellenfelével Tisza Kálmánnal. Részt vett az 1860. január 11-én a debreceni vásárban spontán szerveződött tiszántúli protestáns közgyűlésen.
1861-ben a berettyóújfalui választókerületben válaszották meg országgyűlési képviselőnek a határozati párt színeiben. Mandátumát egészen 1881-ig megőrizte az újfalusi kerületben. 1881 és 1887 között a félegyházi kerület képviselője volt, majd 1887-től haláláig újra a berettyóújfalui kerület képviselte. Minden alkalmommal a Függetlenségi és 48-as Párt színeiben.

## Halála
Felesége halála után annak hozományaként kapott földeket visszaadta a Marossy-családnak. Vagyona nagy részét a Függetlenségi Párt és magyar nemzet érdekében szétosztotta. Élete vége felé kastélyát eladta és az azzal szemben lévő tiszti lakba költözött. 1892. július 17-én gazdasszonya holtan találta ágyában. Temetését 1892. július 20-án tartották Nagykerekiben. Pártját Papszász Károly, Kis Albert és Noszlopy Gyula képviselte.